# Den allraheligaste Frälsarens kyrka

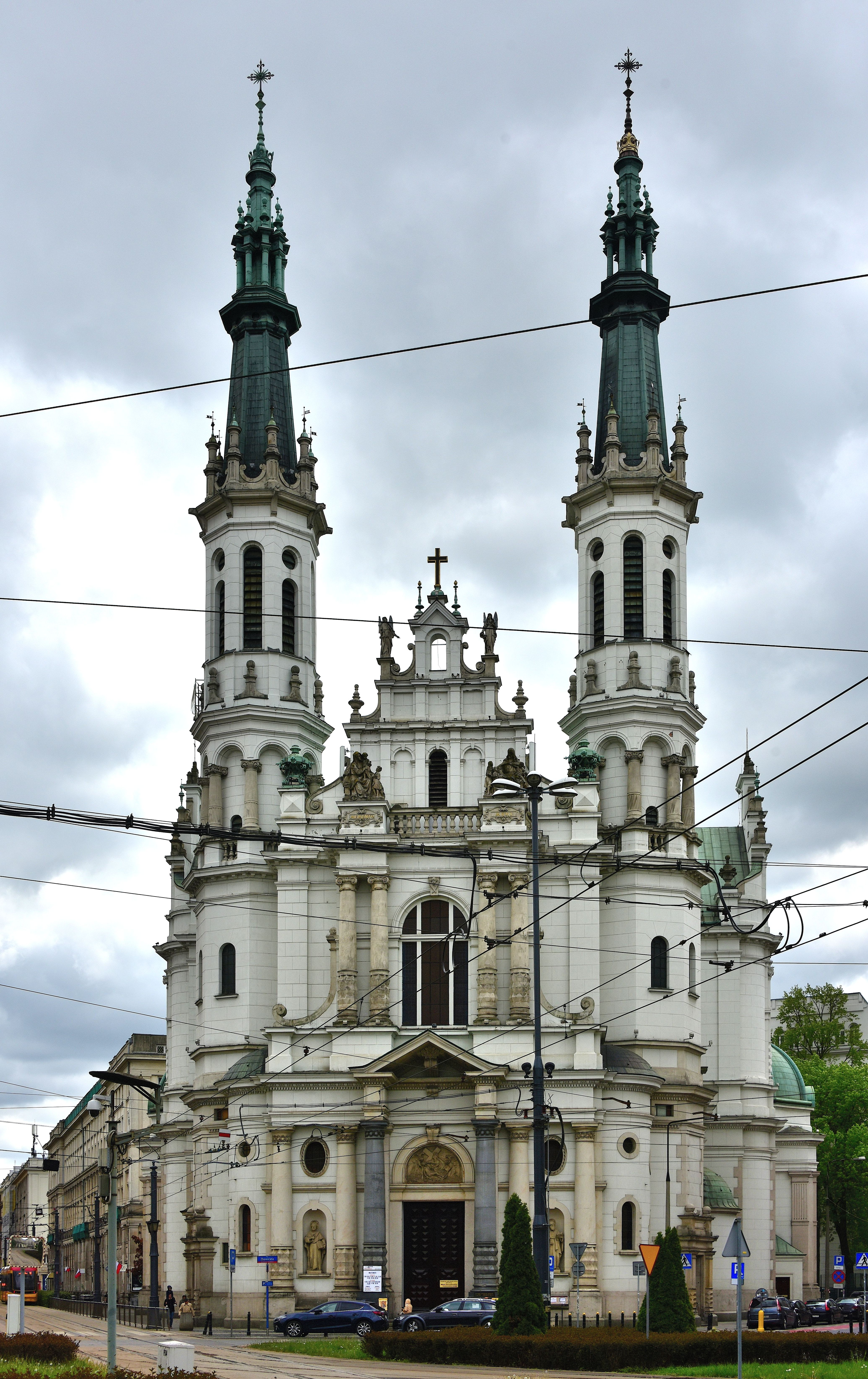
Den allraheligaste Frälsarens kyrka.

Den allraheligaste Frälsarens kyrka (polska Kościół Najświętszego Zbawiciela) är en katolsk kyrka i Śródmieście-distriktet i centrala Warszawa. Kyrkan började uppföras 1901 och fullbordades 1907. År 1927 konsekrerades den.
Kyrkan blev svårt skadad under andra världskriget.